# The Hard Way 3 (The War Report)
Big Mike, DJ Diggz & DJ Lust - The Hard Way 3 (The War Report) to kolejny mixtape amerykańskiego rapera Big Mike’a. Tym razem powstał ze współpracy Big Mike’a z DJ-em Diggzem i DJ-em Lustem. Na okładce można zobaczyć 50 Centa na pierwszym planie. Nieco dalej stoją Styles P i Cam’ron. Wydany w 2007 roku.

## Lista utworów
| #  | Tytuł                              | Występujący                                                  | Czas |
| -- | ---------------------------------- | ------------------------------------------------------------ | ---- |
| 1  | "Intro"                            | Big Mike                                                     | 0:26 |
| 2  | "Funeral (Cam’ron Diss)"           | 50 Cent                                                      | 3:17 |
| 3  | "Curtis"                           | Cam’ron                                                      | 4:52 |
| 4  | "Dead The Funeral"                 | Cam’ron                                                      | 2:43 |
| 5  | "R.A.N.S.O.M."                     | Ransom                                                       | 3:05 |
| 6  | "We All Ready Know"                | Cassiy, Beanie Sigel, Fabolous                               | 3:26 |
| 7  | "Shrimp & Lobster"                 | Styles P                                                     | 1:30 |
| 8  | "The Streets"                      | J-Hood                                                       | 1:16 |
| 9  | "No Time For Practice"             | Jim Jones                                                    | 5:05 |
| 10 | "In My Zone"                       | J.R. Writer, Hell Rell                                       | 3:14 |
| 11 | "Which Way"                        | Max B.                                                       | 2:12 |
| 12 | "Try N Provoke Me"                 | Stack Bundles                                                | 1:08 |
| 13 | "Time Out"                         | 40 Cal                                                       | 2:25 |
| 14 | "That’s All"                       | Havoc                                                        | 0:52 |
| 15 | "Gangstas"                         | Mazardi Fox, Stack Bundles                                   | 4:12 |
| 16 | "Get It On"                        | Remo Da Rapstar                                              | 2:29 |
| 17 | "Special"                          | Styles P                                                     | 1:08 |
| 18 | "Mad Clips"                        | Cormega, Styles P                                            | 2:51 |
| 19 | "Switch"                           | J.R. Writer & Hell Rell                                      | 2:43 |
| 20 | "Freestyle"                        | A Mafia                                                      | 2:45 |
| 21 | "Leave Dem Boys"                   | Max B.                                                       | 4:08 |
| 22 | "Keep Cookin'"                     | JR Writer, NOE, (Byrd Gang), Sin, Taj Mahal, Knight, Balance | 6:17 |
| 23 | "Do Da Damn Thing"                 | Jim Jones                                                    | 1:08 |
| 24 | "Get High"                         | NOE                                                          | 4:11 |
| 25 | "Signature Shit"                   | Unpacino                                                     | 1:38 |
| 26 | "Round Here (Famous Flava)"        | S One                                                        | 1:32 |
| 27 | "Get It Poppin"                    | Billz                                                        | 2:09 |
| 28 | "Don't Wanna Leave (Team Affical)" | Geolani                                                      | 2:23 |
| 29 | "On Fire Like DJ Diggz"            | Showtime                                                     | 2:29 |